# Горянський Євген Іванович
Євген Іванович Горянський (рос. Евгений Иванович Горянский, 28 лютого 1929, Москва — 13 липня 1999, Москва, Росія) — радянський футболіст і футбольний тренер.

## Біографія

### Ігрова кар'єра
Починав грати в 1945 році в Москві в юнацькій команді «Динамо». Перший тренер — Володимир Хайдін. Потім у 1949—1952 роках грав у команді Будинку офіцерів (Львів), в 1953—1956 роках — в «Локомотиві» (Москва). Через важку травму передчасно закінчив грати у футбол.

### Тренерська кар'єра
У 1960 році закінчив Луганський педагогічний інститут. У 1958—1960 роках працював старшим тренером «Зірки» (Кіровоград), в 1961 — «Суднобудівника» (Миколаїв), у 1962 — «Десни» (Чернігів).
У 1963 році (по липень) році був начальником команди «Карпати» (Львів), а з серпня цього ж року був тренером «Динамо» (Київ). У 1964 році працював тренером відділу футболу Всесоюзної ради добровільних спортивних товариств профспілок, в 1965 році був тренером олімпійської та молодіжної збірних СРСР.
У 1966—1967 роках — старший тренер «Зоря» (Луганськ). Під керівництвом Євгена Горянського «Зоря» у 1966 році виграла чемпіонат у другій групі класу «А» і вийшла у вищу лігу.
У 1968 році (по серпень) — начальник команди «Локомотив» (Москва), після чого з вересня 1968 року по травень 1969 року — тренер збірної СРСР
З червня 1969 року по червень 1970 року працював заступником начальника Управління футболу Спорткомітету СРСР, після чого з липня 1970 року два роки був старшим тренером «Зеніту» (Ленінград).
У 1973 році недовго очолював національну збірну СРСР. Під його керівництвом команда провела 10 матчів — 3 перемоги, 2 нічиї і 5 поразок.
З серпня 1974 року був старшим тренером «Динамо» (Мінськ), яке в 1975 році під його керівництвом виграло чемпіонат у першій лізі і вийшла у вищу лігу.
У 1978 році працював головним тренером «Динамо» (Махачкала), після чого був начальником відділу футболу і хокею Центральної Ради «Динамо».
З початку і до вересня 1980 року очолював «Динамо» (Москва).
У серпні 1983 року вдруге у своїй кар'єрі очолив чернігівську «Десну», де пропрацював один рік.
У 1986—1988 роках був тренером СДЮШОР «Локомотив» (Москва)
Останнім місцем роботи став клуб «Ока» (Коломна) з Другої ліги Росії, в якому Горянський працював тренером протягом 1992 року.
Помер 13 липня 1999 року на 71 році у Москві.

## Досягнення
- Майстер спорту
- Заслужений тренер Української РСР (1963)
- Заслужений тренер РРФСР (1973)
- Заслужений тренер Білоруської РСР (1975)